# دنیل سسما
دنیل سسما (اسپانیایی: Daniel Sesma‎؛ زادهٔ ۲۸ ژوئن ۱۹۸۴ ‏(۴۰ سال)) دوچرخه‌سوار اهل اسپانیا است. وی در مسابقات جیرو دیتالیا شرکت کرده است.